# 戸部光代
戸部 光代（とべ みつよ、1950年4月10日 - ）は、日本の元声優、元女優。東京都出身。
夫は声優の神谷明。長女はシナリオライターの華宮ゆう士、次女はミュージカル女優の神谷たえ。

## 略歴
劇団若草、黒沢良アテレコ教室を経て、江崎プロダクションに所属。主に声優として活動した。
34歳の時、子育てに専念するため引退。次女・たえが自閉症であったことを機に、引退後は本名で自閉症の子育てに関する講演などを行うことがある。

## 出演

### テレビアニメ
1972年
- 科学忍者隊ガッチャマン（サリー、少年B 他）

1973年
- ゼロテスター（アン）

1974年
- アルプスの少女ハイジ（ネーサ）
- 昆虫物語 みなしごハッチ
- 星の子チョビン
- てんとう虫の歌

1975年
- タイムボカン（裁判長、先生）

1976年
- ほかほか家族（1976年 - 1980年、山野幸子）
- ブロッカー軍団IVマシーンブラスター（看護婦）
- 妖怪伝 猫目小僧（ユキオ）
- ろぼっ子ビートン

1977年
- あしたへアタック!
- 家なき子
- おれは鉄兵
- ドカベン（緒方の母）

1978年
- 魔女っ子チックル（マコの母親）
- 無敵鋼人ダイターン3（母親A）
- 無敵超人ザンボット3（母和子）
- ルパン三世 (TV第2シリーズ)

1980年
- ニルスのふしぎな旅（キツツキ）
- ベルサイユのばら

### 吹き替え

#### 映画
- 足ながおじさん（リンダ）※東京12ch版
- アマゾネス ※テレビ朝日版
- おかしな求婚
- 海底世界一周 ※フジテレビ版
- 恐怖の館（女）※日本テレビ版
- 皇帝のビーナス（エリザ）
- サイレンサー/殺人部隊
- さすらいのカウボーイ
- 娼婦と狼男（ゾエ）
- ドラゴン危機一発
- ドラゴンVS.7人の吸血鬼
- 夏の嵐 ※TBS版
- ネバダ・スミス ※フジテレビ版
- 南十字星の下
- 野生のポリー（スチュワーデス）
- 007/カジノ・ロワイヤル ※NETテレビ版[7]

### ドラマ
- 刑事コロンボ
  - 野望の果て[8]

### アニメ
- まんが宇宙大作戦（ローラ）